# Unione Sportiva Palermo 1960-1961
Questa voce raccoglie le informazioni riguardanti l'Unione Sportiva Palermo nelle competizioni ufficiali della stagione 1960-1961.

## Stagione
Un campionato di Serie B concluso al 3º posto, a 4 punti dalla capolista, permette al Palermo di ottenere la promozione in Serie A per la stagione 1961-1962, che si rivelerà esaltante. Dopo i cali di rendimento di Messina e Simmenthal-Monza, la lotta per il terzo posto ebbe per protagonisti i rosanero e gli avversari della Reggiana: le negative prestazioni degli emiliani nelle ultime giornate, spinsero i siciliani in massima serie dopo un solo anno di seconda divisione. L’annata è caratterizzata da un ottimo ruolino di marcia, con sole 5 sconfitte complessive (tutte maturate in trasferta) e la terza miglior difesa (27 gol subiti).
In Coppa Italia la squadra viene eliminata al primo turno, nel derby siciliano con i pari di categoria del Messina (2-0).

## Rosa
Presidente: Casimiro Vizzini
| N. |                   | Ruolo | Calciatore        |
| -- | ----------------- | ----- | ----------------- |
|    | Italia (bandiera) | P     | Roberto Anzolin   |
|    | Italia (bandiera) | P     | Ezio Galbiati     |
|    | Italia (bandiera) | D     | Antonio De Bellis |
|    | Italia (bandiera) | D     | Mario Cocco       |
|    | Italia (bandiera) | D     | Luigi Robbiati    |
|    | Italia (bandiera) | C     | Giorgio Sereni    |
|    | Italia (bandiera) | C     | Piero Ferri       |
|    | Italia (bandiera) | C     | Enzo Benedetti    |
|    | Italia (bandiera) | C     | Alberto Malavasi  |
|    | Italia (bandiera) | C     | Giampiero Grevi   |

| N. |                     | Ruolo | Calciatore         |
| -- | ------------------- | ----- | ------------------ |
|    | Italia (bandiera)   | C     | Eugenio Fantini    |
|    | Italia (bandiera)   | C     | Stefano Bernini    |
|    | Italia (bandiera)   | C     | Paolo Morosi       |
|    | Italia (bandiera)   | C     | Fulvio Mosca       |
|    | Italia (bandiera)   | C     | Ulderico Sacchella |
|    | Italia (bandiera)   | A     | Sebastiano Alicata |
|    | Italia (bandiera)   | A     | Mario Dal Molin    |
|    | Italia (bandiera)   | A     | Gianni Sandri      |
|    | Paraguay (bandiera) | A     | Dionisio Arce      |

## Calciomercato
| Acquisti | Acquisti     | Acquisti   | Acquisti |
| R.       | Nome         | da         | Modalità |
| -------- | ------------ | ---------- | -------- |
| C        | Paolo Morosi | Fiorentina | -        |

| Cessioni | Cessioni | Cessioni | Cessioni |
| R.       | Nome     | a        | Modalità |
| -------- | -------- | -------- | -------- |

## Risultati

### Serie B

#### Girone di andata
| 25 settembre 1960 1ª giornata | Verona | 1 – 4 | Palermo |  |

| 2 ottobre 1960 2ª giornata | Palermo | 0 – 0 | Ozo Mantova |  |

| 9 ottobre 1960 3ª giornata | Palermo | 0 – 0 | Novara |  |

| 16 ottobre 1960 4ª giornata | Reggiana | 3 – 3 | Palermo |  |

| 23 ottobre 1960 5ª giornata | Triestina | 0 – 0 | Palermo |  |

| 30 ottobre 1960 6ª giornata | Palermo | 0 – 0 | Como |  |

| 6 novembre 1960 7ª giornata | Catanzaro | 1 – 1 | Palermo |  |

| 1º settembre 1991 8ª giornata | Marzotto Valdagno | 2 – 0 | Palermo |  |

| 20 novembre 1960 9ª giornata | Palermo | 2 – 2 | Messina |  |

| 27 novembre 1960 10ª giornata | Brescia | 0 – 0 | Palermo |  |

| 9 dicembre 1984 11ª giornata | Sambenedettese | 1 – 1 | Palermo |  |

| 11 dicembre 1960 12ª giornata | Palermo | 3 – 1 | Venezia |  |

| 18 dicembre 1960 13ª giornata | Palermo | 3 – 1 | Pro Patria |  |

| 25 dicembre 1960 14ª giornata | Palermo | 0 – 0 | Alessandria |  |

| 1º gennaio 1961 15ª giornata | Parma | 0 – 0 | Palermo |  |

| 8 gennaio 1961 16ª giornata | Simmenthal-Monza | 0 – 0 | Palermo |  |

| 15 gennaio 1961 17ª giornata | Palermo | 1 – 1 | Genoa |  |

| 22 gennaio 1961 18ª giornata | Prato | 0 – 1 | Palermo |  |

| 29 gennaio 1961 19ª giornata | Palermo | 3 – 0 | Foggia & Incedit |  |

#### Girone di ritorno
| 5 febbraio 1961 20ª giornata | Palermo | 5 – 0 | Verona |  |

| 12 febbraio 1961 21ª giornata | Ozo Mantova | 0 – 0 | Palermo |  |

| 19 febbraio 1961 22ª giornata | Novara | 2 – 0 | Palermo |  |

| 26 febbraio 1961 23ª giornata | Palermo | 3 – 3 | Reggiana |  |

| 5 marzo 1961 24ª giornata | Palermo | 2 – 0 | Triestina |  |

| 12 marzo 1961 25ª giornata | Como | 0 – 0 | Palermo |  |

| 19 marzo 1961 26ª giornata | Palermo | 0 – 0 | Catanzaro |  |

| 26 marzo 1961 27ª giornata | Palermo | 2 – 1 | Marzotto Valdagno |  |

| 2 aprile 1961 28ª giornata | Messina | 3 – 0 | Palermo |  |

| 9 aprile 1961 29ª giornata | Palermo | 2 – 0 | Brescia |  |

| 16 aprile 1961 30ª giornata | Palermo | 3 – 0 | Sambenedettese |  |

| 23 aprile 1961 31ª giornata | Venezia | 2 – 0 | Palermo |  |

| 30 aprile 1961 32ª giornata | Pro Patria | 0 – 0 | Palermo |  |

| 7 maggio 1961 33ª giornata | Alessandria | 1 – 0 | Palermo |  |

| 11 maggio 1961 34ª giornata | Palermo | 3 – 0 | Parma |  |

| 14 maggio 1961 35ª giornata | Palermo | 0 – 0 | Simmenthal-Monza |  |

| 21 maggio 1961 36ª giornata | Genoa | 0 – 0 | Palermo |  |

| 28 maggio 1961 37ª giornata | Palermo | 1 – 0 | Prato |  |

| 4 giugno 1961 38ª giornata | Foggia & Incedit | 2 – 3 | Palermo |  |

### Coppa Italia
| Arbitro: | Cataldo (Reggio Calabria) |

|                        |           |  |
| Alicata 47’ Spagni 56’ | Marcatori |  |

## Statistiche

### Statistiche di squadra
| Competizione | Punti | In casa | In casa | In casa | In casa | In casa | In casa | In trasferta | In trasferta | In trasferta | In trasferta | In trasferta | In trasferta | Totale | Totale | Totale | Totale | Totale | Totale | DR  |
| Competizione | Punti | G       | V       | N       | P       | Gf      | Gs      | G            | V            | N            | P            | Gf           | Gs           | G      | V      | N      | P      | Gf     | Gs     | DR  |
| ------------ | ----- | ------- | ------- | ------- | ------- | ------- | ------- | ------------ | ------------ | ------------ | ------------ | ------------ | ------------ | ------ | ------ | ------ | ------ | ------ | ------ | --- |
| Serie B      | 46    | 19      | 10      | 9       | 0       | 33      | 9       | 19           | 3            | 11           | 5            | 13           | 18           | 38     | 13     | 20     | 5      | 46     | 27     | +19 |
| Coppa Italia |       | -       | -       | -       | -       | -       | -       | 1            | 0            | 0            | 1            | 0            | 2            | 1      | 0      | 0      | 1      | 0      | 2      | -2  |
| Totale       |       | 19      | 10      | 9       | 0       | 33      | 9       | 20           | 3            | 11           | 6            | 13           | 20           | 39     | 13     | 20     | 6      | 46     | 29     | +17 |

### Statistiche dei giocatori
| Giocatore    | Serie B  | Serie B | Coppa Italia | Coppa Italia | Totale   | Totale |
| Giocatore    | Presenze | Reti    | Presenze     | Reti         | Presenze | Reti   |
| ------------ | -------- | ------- | ------------ | ------------ | -------- | ------ |
| S. Alicata   | 20       | 4       | 0            | 0            | 20       | 4      |
| R. Anzolin   | 37       | -26     | 0            | -0           | 37       | -26    |
| D. Arce      | 5        | 0       | 0            | 0            | 5        | 0      |
| E. Benedetti | 35       | 0       | 1            | 0            | 36       | 0      |
| S. Bernini   | 35       | 7       | 1            | 0            | 36       | 7      |
| M. Cocco     | 2        | 0       | 1            | 0            | 3        | 0      |
| M. Dal Molin | 18       | 2       | 0            | 0            | 18       | 2      |
| A. De Bellis | 37       | 0       | 1            | 0            | 38       | 0      |
| E. Fantini   | 36       | 14      | 1            | 0            | 37       | 14     |
| P. Ferri     | 37       | 1       | 1            | 0            | 38       | 1      |
| E. Galbiati  | 1        | -1      | 1            | -2           | 2        | -3     |
| G. Grevi     | 30       | 1       | 0            | 0            | 30       | 1      |
| A. Malavasi  | 33       | 2       | 1            | 0            | 34       | 2      |
| P. Morosi    | 31       | 10      | 1            | 0            | 32       | 10     |
| F. Mosca     | 27       | 2       | 1            | 0            | 28       | 2      |
| U. Sacchella | 3        | 0       | 1            | 0            | 4        | 0      |
| G. Sandri    | 9        | 0       | 1            | 0            | 10       | 0      |
| G. Sereni    | 22       | 0       | 0            | 0            | 22       | 0      |